# Potestad de Eduardo Pavlovsky
Potestad es una obra teatral escrita por el dramaturgo argentino Eduardo Pavlovsky (1933 - 2015) en 1985. La obra se estrenó, por primera vez, en la Sala del Teatro del Viejo Palermo, en Buenos Aires. Tuvo buen éxito tanto en Argentina como en el extranjero, con representaciones en Estados Unidos y en Europa. Potestad se considera una de las obras más significativas del teatro argentino, siendo estrechamente ligada al pasado violento vivido por los ciudadanos durante la dictadura.

## Contexto histórico
Pavlovsky concibe Potestad en el verano de 1985; dos años antes, en 1983, terminaba el gobierno de la Junta Militar y, con ello, el periodo de terror y de violencia que paralizó Argentina durante siete años. Después del golpe de Estado del 24 de marzo de 1976, se instauró una dictadura cívico-militar que controló la nación hasta diciembre de 1983, cuando el partido Unión Cívica Radical ganó las elecciones, restaurando así la democracia en el país.
Los años de la dictadura, conocida también con el nombre de Proceso de Reorganización Nacional, se cometieron muchos crímenes. El gobierno militar empezó a utilizar las desapariciones como herramienta de terror, paralizando a los ciudadanos en un estado de miedo constante. En este contexto, la guerra sucia emprendida por la Junta Militar contra los sujetos considerados subversivos llevó a la desaparición forzada de un número de personas que, todavía, no está claro. Sin embargo, las crueldades de la dictadura no se limitaron a la desaparición y al asesinato de sujetos contrarios al régimen, sino que se empezó a secuestrar también a los niños de los desaparecidos.
La apropiación de menores bajo el gobierno militar en Argentina representa un antecedente histórico: las Fuerzas Armadas secuestraron a niños, niñas y bebés con el argumento de preservarlos de un hogar subversivo. De esta manera, los militares se apropiaban de los hijos, robandoles su identidad y su historia familiar.
Potestad de Pavlovsky problematiza este evento trágico de la historia argentina. Desde la perspectiva del represor, el autor se acerca al tema de los hijos robados, los que fueron secuestrados por agentes y simpatizantes del régimen. Refiriéndose al fenómeno de la apropiación de bebés, en el prólogo que procede Potestad, Pavlovsky escribe:
Un grupo de hombres y mujeres se dedicó a raptar niños ajenos como producto de “botín de guerra”. Una nueva secta de hombres “normales” se dedicaba a raptar los hijos de militares caídos durante la represión, asesinando a los padres y cambiándoles la identidad original por otra. [...] No sólo asesinaban o eran cómplices de asesinatos, sino que además justificaban los raptos con una nuova ética. Eran los nuevos “papás buenos”. Los “salvadores” de niños del “infierno rojo”.

## El teatro de Pavlovsky
Potestad se inserta en los dramas políticos escritos por Eduardo Pavlovsky, entre otros: El señor Galíndez y El señor Laforgue. La peculiaridad de Potestad es el hecho de que se clasifica como “dramaturgia de actor”: se trata, por lo tanto, de un texto que nace desde la interpretación del actor. De hecho, hay dos versiones de la obra: la primera, dirigida por Norman Briski, fue estrenada en mayo de 1985 y duraba 35 minutos; la puesta final, en cambio, dura 65 minutos y se representó, por la primera vez, en junio del mismo año.  A partir de la primera versión del texto, Pavlovsky, mientras estaba en el escenario, empezó a improvisar, añadiendo frases y detalles que llevaron a la versión actual. Por ello, Pavlovski define Potestad un “texto de actuación ̈: la obra se desarrolla a partir de la acción dramática y esto, en alguna manera, influye en el guion, tanto que los movimientos y la corporeidad del protagonista adquieren un valor simbólico.

## Argumento
La obra se abre con un largo monólogo de un personaje, El hombre. Él relata lo que pasó una tarde de un sábado, cuando algunos agentes visitaron a su familia para tomar a Adriana, su hija. Hay una particular atención a los movimientos y a la posición que ocupan los miembros de la familia: los gestos del hombre, la posición física de la hija y el quehacer de la mujer, Ana María. Esta reflexión lleva al hombre a reconsiderar su pasado y, particularmente, su relación con su mujer: Ana María está en silencio y los dos, hombre y mujer, parecen distantes; esto hace que él se sienta más solo y humillado cuando los hombres llegan para tomarse Adriana. La separación de la niña hace que la vida de los padres se divida en un “antes” y un “después” del secuestro: Ana María cae en depresión, mientras que el hombre se desespera.
La figura de Tita aparece durante la narración del hombre, es una amiga y su papel es consolar al padre. Sin embargo, Tita no habla casi en escena tanto que, a pesar de su presencia, la pieza parece un monólogo y no un diálogo. Así que el hombre continúa su relato: pedazos de una vida familiar feliz, interrumpida por el robo de la niña. De repente, pero, la figura del padre afligido por la pérdida de la hija cambia y el hombre se transforma en “un burdo personaje fascista”. En este momento, se revela la verdad sobre Adriana y sus padres biológicos. El hombre, médico, fue llamado por agentes de las Fuerzas Armadas para comprobar la muerte de dos militantes, un hombre y una mujer: están en su cama, los cuerpos destrozados por las balas. El médico certifica la muerte de los que llama fanáticos, los militares se van y el hombre queda solo, hasta que oye un llanto proveniente de una habitación cercana: una niña de dos años, la que él llevará a su casa, nombrará Adriana y que criará como hija propia.
Finalmente, el espectador comprende lo que realmente ha pasado: el secuestro inicial no es un rapto y los dos agentes, quizá, podrían ser parientes de Adriana o miembros de un asociación que se ocupa de la identificación y de la recuperación de hijos robados durante la dictadura. En cambio, el padre fue un simpatizante del régimen: colaboró con el gobierno, encubriendo los crímenes de los militares e, incluso, se apropió de la hija de víctimas de la dictadura.

## Recepción
Potestad se considera una de las obras más acabadas de la producción de Pavlovsky. Tuvo buen éxito tanto en Argentina, como en el extranjero. En concreto, la obra obtuvo la aprobación de la crítica por su papel de drama relacionado con la memoria; de hecho, Potestad es una de las obras teatrales que intentaron elaborar eventos traumáticos de la dictadura en Argentina, reconstruyendo así parte de la identidad nacional destruida por la violencia del régimen.
Hoy en día, Potestad sigue siendo apreciada tanto por la comunidad crítica, como por los espectadores, ya que sigue siendo representada en las salas de teatro.  

## Adaptaciones cinematográfica
En 2002, el regista argentino Luis César D’Angiolillo dirige Potestad. La película sigue el drama de Pavlovsky, el cual participó como guionista y actor, interpretando el rol del Hombre.